# Филаментация

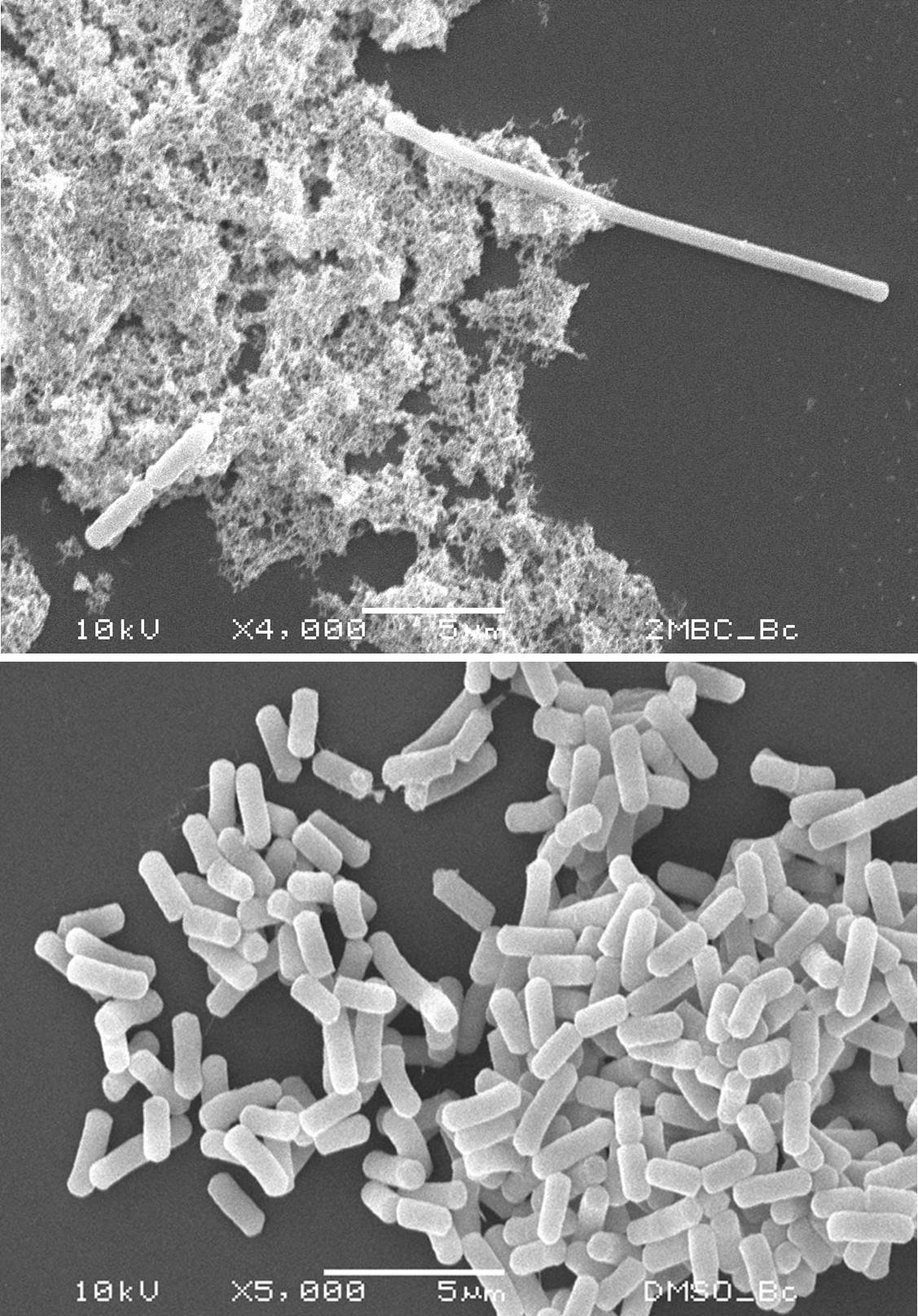
Клетка Bacillus cereus, подвергшаяся филаментации после антибактериальной обработки (верхний электронный микрограф; справа вверху) и клетки обычного размера необработанного B. cereus (нижний электронный микрограф)

Филамента́ция — аномальный рост некоторых бактерий, таких как кишечная палочка, при котором клетки продолжают удлиняться, но не делятся (не образуются перегородки). Клетки, которые образуются в результате удлинения без деления, имеют несколько хромосомных копий.
В отсутствие антибиотиков или других стрессоров, филаментация происходит с низкой частотой в бактериальных популяциях (4—8 % коротких нитей и 0—5 % длинных нитей в культурах продолжительностью от 1 до 8 часов). Увеличенная длина клеток может защитить бактерии от хищничества простейших и фагоцитоза нейтрофильных клеток, затрудняя проглатывание клеток. Считается также, что филаментация защищает бактерии от антибиотиков и связана с другими аспектами бактериальной вирулентности, такими как образование биоплёнки.
Количество и длина нитей в бактериальной популяции увеличивается, когда бактерии подвергаются воздействию различных физических, химических и биологических агентов (например, ультрафиолетового излучения, антибиотиков, ингибирующих синтез ДНК, бактериофагов). Это называется условной филаментацией. Некоторые из ключевых генов, участвующих в филаментации у кишечной палочки, включают sulA и minCD.